# Вагина
Вагина (лат. vagina), усмина или родница је унутрашњи полни орган жене. Облика је цеви која води до грлића материце (цервикса). Њени зидови су еластични, састављени од мишићног ткива и имају многобројне наборе који јој омогућавају да се шири и прилагођава проласку детета за време порођаја. У стању мировања зидови су наслоњени један на други и дугачки су 8—10cm. Вагина се у дну завршава вагиналним отвором а при врху се повезује са грлићем материце. Зидови вагине имају три слоја. Први слој — унутрашњи слој сличан је унутрашњем делу уста; средњи слој представља мишићно ткиво, а спољашњи формира прекривач.
Вагину прекрива слузница која је осетљивија од коже па самим тиме и подложнија инфекцијама, чији узрочници најчешће долазе из спољашње средине. У здравој вагини се налазе ацидофилне бактерије, које спречавају насељавање патогених бактерија или гљивица. Поремећајем бактеријске флоре долази до инфекција, па се за интимну хигијену не користе антисептични сапуни већ блага средства која садрже и неку слабу киселину (најчешће млечну) како би се очувао физиолошки pH.
Нерви се у вагини у највећем делу налазе у првој трећини од улаза. Остале две трећине су углавном несензитивне осим на осећај дубоког притиска. Постоји тачка на предњем зиду вагине која је осетљивија од остатка вагине а назива се Г тачка. Улаз у вагину је веома осетљив, како на задовољство тако и на бол.
У вагиналном отвору код највећег броја жена налази се химен, који представља танку мембрану. Он је некада био доказ невиности жене, али данас се зна да се велики број жена рађа без њега.

## Функција

### Секрет
Вагина представља пут и омогућује менструалној крви и ткивима да напусте тело. У индустријским друштвима, тампони, менструални купови и хигијенски улошци се користе да апсорбују ову течност. Вагинални секрети материце, грлића материце и вагиналног епитела имају улогу да пре свега додатно смање вагинално подмазивање из Бартолинијевих жлезда након сексуалног узбуђења. Потребно је врло мало вагиналног секрета да би се вагина навлажила; у овом случају, може лако доћи до стварања вишка секрета током сексуалног узбуђења, средине менструације, мало пре менструације или током трудноће.
За Бартолинијеве жлезде, које се налазе у близини вагиналног отвора и грлића материце, првобитно је наведено да представљају примарни извор за вагинално подмазивање, али даљим испитивањем дошло се до закључка да оне дају само неколико капи слузи. Сада се верује да велику већину вагиналног секрета обезбеђује плазма која цури из вагиналних зидова и тај процес се назива вагинална трансудација. Вагинални трансудат, који се у почетку формира у облику капљица зноја, изазвана је васкуларном надутошћу вагине, што ствара додатан притисак унутар капилара повећавајући тако трансудацију плазме кроз вагинални епител.
Пре и током овулације, жлезде грлића материце луче различите варијације слузи која даје алкална својства средини која су повољна за опстанак сперме. Како жена стари, лучење вагиналног секрета се смањује, што не мора нужно да значи да постоји неки физички или психолошки проблем. После менопаузе, тело производи мање естрогена и ако се не компензује естрогеном терапијом, долази до тањења вагиналних зидова.

### Вагинална флора
Вагина је динамичан екосистем који пролази кроз разне стадијуме, од новорођенчета, преко пубертета и менструације до менопаузе. Здрава вагинална флора садржи различите врсте и родове бактерија које углавном не узрокују симптоме, инфекције и омогућавају добар исход трудноће. Најчешће су то бактерије Lactobacillus врсте. Под утицајем хормона, као што су естроген, прогестерон и фоликостимулирајући хормон (FSH), вагинални систем пролази кроз цикличне периодичне промене. Просечан вагинални pH значајно варира током жениног животног века, од 7.0 код девојака које још немају менструацију, преко 3.8—4.4 код жена у репродуктивном добу до 6.5—7.0 код жена у менопаузи без хормоналне терапије или 4.5—5.0 са хормоналном терапијом. Естроген, гликоген и лактобацили су веома важни у овој варијацији.

### Порођај
Вагина представља канал кроз које излази новорођенче и наставља живот ван тела мајке. Када се порођај приближава, може доћи до неколико симптома, укључујући контракције, вагинални секрет и руптуре мембрана (пуцање водењака). Када се догоди прксање водењака, може доћи до неуобичајеног мокрог осећаја у вагини; тада може доћи до неправилног цурења мале количине течности, или до цурења “потока” течности.
Када се тело припрема за порођај, грлић материце омекшава, стањује се, помера се напред, а може доћи и до отварања. Ово омогућава фетусу да се спусти у карлицу. Када се фетус нађе у карлици, може доћи до болова ишијадног нерва, појачаног вагиналног секрета и повећане уринарне фреквенције. Код жена које су већ рађале, ови симптоми јављају се кад порођај већ почне, док се код “првородиља” симптоми могу јавити и 10—14 дана пре порођаја.
Фетус почиње да губи подршку материце када контракције материце почну. Грлић материце достиже пречник већи од 10 центиметара, да би се прилагодила величини главе фетуса, јер тада глава фетуса прелази из материце у вагину. Еластичност вагине омогућава јој да се растегне много више од своје нормалне величине да би омогућила порођај детета.
- Дилатација
- Бочни положај
- Остатак пупчаника

## Клиничка слика

### Обољења и поремећаји
Постоје многе инфекције, болести и поремећаји који могу да утичу на вагину, укључујући candidal vulvovaginitis, vaginitis, vaginismus, полно преносиве инфекције (ППИ) и канцер. Вагинитис представља запаљење вагине, а приписује се неколико вагиналним болестима, док вагинизам представља ненамерно затезање мишића вагине изазваног условљеним рефлексом, или болести, током вагиналне пенетрације. ХИВ/АИДС, хумани папилома вирус (ХПВ), генитални херпес и трихомонијаза су неке од полно преносивих инфекција које могу утицати на вагину, а здравствени извори препоручују сигуран секс као превенцију да се спречи пренос ових и других полно преносивих болести. Рак грлића материце може се спречити редовним папа тестом и ХПВ вакцинама. Вагинални канцер је веома ретка болест и углавном се јавља код старијих особа; симптоми су абнормално вагинално крварење или абнормални вагинални секрет.

### Модификације
Вагина, укључујући и вагинални отвор, може се изменити као резултат гениталне модификације током вагинопластије или лабијапластије; на пример, промена дела под називом labia minora, такође познатог као вагинална уста. Не постоји доказ да операција може побољшати или решити проблем, међутим, операција представља ризик јер може доћи до оштећења крвних судова и нерава.
Женска генитална мутилација (енгл. Female genital mutilation (FGM)) још један је аспект женске гениталне модификације, која је познатија под називом обрезивање. FGM не даје никакве познате здравствене бенефиције. Најтежи облик FGM је инфибулација, која представља уклањање свих или дела унутрашњих и спољашњих уста и затварање вагине; овај поступак зове се Тип III FGM и подразумева остављање малог отвора који служи за избацивање урина и менструалне крви, а вагина се отвара за сексуални однос или порођај.

## Галерија
- Утерус и утерине цеви
- Женски репродуктивни органи
- Шема анатомије вулве
- Сагитални пресек доњег дела женског трупа, десна страна
- Задња половина утеруса и горњи део вагине